# Xan Mousques
Pas d'image ? Cliquez ici

a Compétitions nationales et continentales officielles uniquement.

b Matchs officiels uniquement.
Dernière mise à jour le 15 juillet 2025.
Xan Mousques, né le 18 novembre 2005, est un joueur français de rugby à XV qui évolue aux postes d'ailier ou d'arrière.

## Biographie

### Jeunesse et formation
Xan Mousques est formé à la pratique du rugby à XV à l'US Nafarroa, avant qu'il ne rejoigne l'Aviron bayonnais en 2022.
Il dispute son premier match avec l'équipe de France des moins de 20 ans face à l'Écosse à l'occasion du Tournoi des Six Nations le 9 février 2024, match durant lequel il inscrit un essai après avoir éliminé trois défenseurs. Il dispute au total trois matchs au cours du Tournoi pour deux essais marqués.
Mousques dispute à l'été 2024 le Championnat du monde junior. Il dispute quatre rencontres au cours de la compétition dont deux en tant que titulaire et en particulier la finale perdue face à l'Angleterre, pour deux essais inscrits lors des deux rencontres contre la Nouvelle-Zélande.

### Carrière professionnelle
Xan Mousques dispute son premier match en professionnel avec l'Aviron bayonnais le 14 septembre 2024 sur le terrain de la Section paloise, et s'illustre en marquant son premier essai lors de la rencontre. Le 26 octobre suivant, il marque un doublé lors de la victoire sur le terrain du Lyon OU, alors qu'il est initialement hors groupe avant d'être titularisé à la suite de l'indisponibilité de Mateo Carreras,. Le week-end suivant, il est à nouveau titularisé à l'occasion de la réception du Stade toulousain, il s'illustre à nouveau par un plaquage faisant commettre un en-avant à Guillaume Cramont qui part à l'essai, ainsi qu'une réalisation refusée en raison d'un en-avant plus tôt dans l'action. Fin décembre 2024, il signe un pré-contrat avec l'Union Bordeaux Bègles en vue de la saison 2025-2026. Le mois suivant, il est à nouveau convoqué pour le Tournoi des Six Nations des moins de 20 ans. La compétition est remportée par son équipe.
En juin 2025, il est retenu pour le Championnat du monde junior.

## Profil
Xan Mousques est formé au poste d'arrière mais peut aussi évoluer au poste d'ailier comme avec l'équipe de France des moins de 20 ans ou lors de ses premières rencontres en professionnel avec l'Aviron bayonnais.

## Palmarès
- Vainqueur du Tournoi des Six Nations en 2025 avec l'équipe de France des moins de 20 ans.